# Dywizja Raegener
Dywizja Raegener (niem. Division Raegener) –  jedna z niemieckich dywizji piechoty. 
Dywizja powstała 2 lutego 1945 r. z batalionów alarmowych, Volkssturmu oraz niedobitków 433 i 463 Dywizji Zapasowych. Walczyła na południe od Frankfurtu nad Odrą w ramach 9 Armii i została rozbita podczas operacji berlińskiej. Jej jedynym dowódcą był generał porucznik Adolf Raegener.

## Skład
- pułk grenadierów Fischer
- pułk grenadierów Becker
- pułk grenadierów Petersdorf
- kompania fizylierów Raegener
- kompania niszczycieli czołgów Raegener
- kompania inżynieryjna Raegener
- batalion zapasowy Raegener